# Морський коник довгорилий
Морський коник довгорилий (Hippocampus guttulatus) — вид риб з родини Іглицевих (Syngnathidae). Морська немігруюча демерсальна риба, що поширена на глибинах до 20 м.

## Характеристика
Голова розташована під прямим кутом до тіла. Рило риби видовжене, рот трубчастий. Риба здатна рухати головою вгору і вниз, до чого не здатні майже всі сучасні види риб. Довжина рила максимум 1/3 довжини голови, 45-47 кілець на тулубі, хвостовий плавець несе 16-17 променів, а грудний — 13-15. Тіло морського коника вкрито кістковими платівками, які є на стільки міцними, що тяжко руйнуються навіть у мертвої і сухої риби. На тілі є численні довгі шипи, шкірясті вирости, що дають можливість маскуватись риби серед водоростей.
Хвіст морського коника видовжений, без лопатей. Коник може загибати його і звертати кільцем для утримування тіла риби серед заростей морської трави.
Посеред спини у коника є маленький спинний плавець, черевних плавців немає, а під головою можна розгледіти два маленьких плавничка, які відповідають грудним плавцям.
Очі морського коника здатні незалежно дивитись в різні боки, охоплюючи сектор огляду майже в 300 градусів (як у хамелеона). Як і хамелеон, рибка здатна змінювати колір тіла — від сірувато-бурого, червонуватого до жовтого, буро-зеленого.
Самці сягають 21,5 см довжини, а самиці — 18 см.

## Ареал

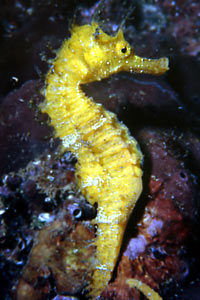
Морський коник довгорилий із Середземного моря біля Італії

Поширений у східній Атлантиці від Британських островів і Нідерландів до Марокко і Канарських островів, Мадейри та Азор, Середземне море включно. У Чорному морі відомий біля всіх берегів.
Оригінальний зовнішній вигляд цієї рибки призвів до того, що кожен відвідувач Чорного моря, намагався вивезти із собою як сувенір засушеного морського коника. Наприкінці 1980-х — початку 1990-х років відловлювалися сотні тисяч особин коника. Це призвело до повного зникнення цього виду у рекреаційних зонах, тому у 1994 р. чорноморську популяцію морського коника включили до Червоної книги України, а його відлов є забороненим.

## Біологія та екологія
Живе на прибережних мілинах, серед заростей водної рослинності, у припливній зоні.
Нерестує у травні - червні. Після складних шлюбних ігор самиця відкладає ікру (за допомогою короткого генітального соска) до сумки для дозрівання на боці черева самця. Після 4-5 тижнів самець сильними рухами насоса виштовхують цілком розвинених мальків.

## Галерея

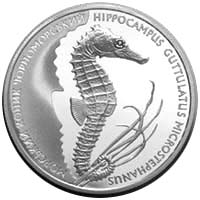
Монета НБУ номіналом 2 гривні із зображенням морського коника довгорилого (2003)